# Fritz Todt
Fritz Todt (Pforzheim, 4 de setembre de 1891 – prop de Rastenburg, 8 de febrer de 1942) va ser un militar i enginyer alemany, una figura destacada dins del Partit Nacional Socialista dels Treballadors Alemanys (NSDAP) per ser fundador de l'organització epònima organització Todt.
Va ser un veterà de la Primera Guerra Mundial guanyador de la creu de ferro de primer grau. Era molt amic del mariscal i cap d'estat de la França de Vichy, Henri Philippe Pétain, i va donar sempre el seu suport a Adolf Hitler, essent un dels enginyers encarregats de la construcció de carreteres i ferrocarrils alemanys després de la primera guerra mundial. El 1938 va fundar l'organització Todt, la qual va dirigir fins a la seva mort.

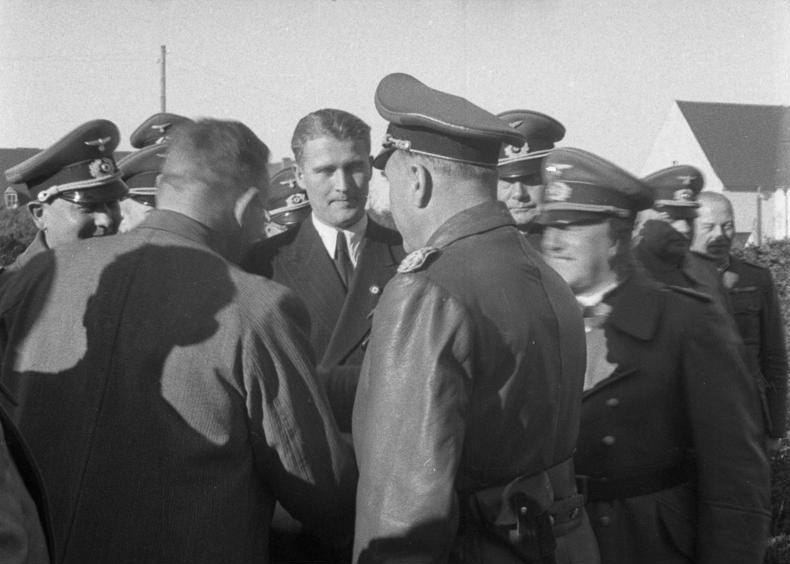
Todt amb Wernher von Braun a Peenemünde, 21 de març de 1941

El 17 de març de 1940, Todt va ser nomenat Reichsminister für Bewaffnung und Munition (Ministre d'armament i munició), fet que implicava que dirigia tota l'economia militar alemanya.
L'octubre de 1940, Todt va crear un grup de treball colonial centrat en la construcció de carreteres en preparació pel retorn a les colònies alemanyes que els líders nazis creien imminent. Todt volia seguir el model feixista italià d'exemple per al desenvolupament de l'imperi colonial nazi.
Després de la invasió nazi de la Unió Soviètica el juny de 1941, Todt va ser nomenat responsable de la restauració de les infrastructures en el territori conquerit. Eo mes següent també fou nomenat Generalinspekteur für Wasser und Energie (Inspector general d'aigua i energia). A partir d'aquest moment, va començar a distanciar-se dels comandaments de la Wehrmacht, en particular del Reichsmarschall Hermann Göring, l'Oberbefehlshaber der Luftwaffe (Comandant en cap de la Luftwaffe). En aquest sentit, després d'una inspecció al front oriental, Todt es va queixar a Hitler de les mancances d'equipament i subministraments de les tropes i li digué que si no era possible subsanar-les, seria millor posar fi a la guerra contra la Unió Soviètica. Hitler va ignorar la seva recomanació i va continuar la guerra.
El 8 de febrer de 1942, Todt va reunir-se amb Hitler al búnquer de la Wolfsschanze («cau de llop») i li va tornar a recomanar que busqués la pau amb la Unió Soviètica perquè tenia evidències que l'economia alemanya no seria capaç de generar prou recursos per derrotar-la i que el pla de Hitler de vèncer els soviètics amb la Blitzkrieg no havia funcionat. Durant el seu retorn, l'avió amb què viatjava va accidentar-se poc després de l'enlairament, motiu pel qual s'ha especulat amb la possibilitat que Hitler hagués demanat el seu assassinat; però no n'hi ha proves convincents.
El seu substitut com a Reichsminister i al capdavant de l'organització Todt, Albert Speer, hagués hagut de pujar al mateix avió que Todt, però va rebutjar embarcar-hi perquè la nit anterior havia anat a dormir tard perquè havia tingut una conversa llarga amb Hitler. A la seva autobiografia, Speer menciona que el Ministeri de l'aire del Reich va dur a terme una investigació de l'accident que va concloure amb l'afirmació "Es descarta la possibilitat de sabotatge. Per tant, no cal ni es pretén dur a terme cap altra mesura." Speer considera que l'expressió era "curiosa."